# East Lynn (West Virginia)
East Lynn ist eine gemeindefreie Ortschaft im Wayne County (West Virginia) in den USA. Sie liegt etwa 13 Straßenkilometer südlich des County Seats Wayne.

## Geschichte
East Lynn begann als kleine Handelsgemeinde namens Twin Creek, wuchs aber schließlich zu einer Bergwerksstadt heran, die vom Kohleabbau lebte. 1868 wurde das Postamt Adkins Mill etwas außerhalb des Ortes eröffnet, nach ein paar Jahren jedoch in den Ort verlegt, der jetzt East Lynn genannt wurde. Die Big Sandy, East Lynn & Guyan Railroad wurde 1902 gegründet und fusionierte 1908 mit der Norfolk and Western.

## Persönlichkeiten
- Dick Justice (1903–1962), Blues- und Folkmusiker